# Karizmatikus kereszténység
A karizmatikus kereszténység az új vallási mozgalmak egyike, amely elterjedt a protestáns és a katolikus irányzatokban is. Azon a meggyőződésen alapul, mely szerint a Szentlélek (Szent Szellem) különleges, látható és belsőleg felismerhető következményekkel járó adományokban és sugallatokban részesíti a hívőket.  Hangsúlyozza a szellemi (lelki) ajándékokat és a misztikus és természetfeletti jelenkori csodákat és jeleket Isten által, különös tekintettel a "nyelveken szólásra", a hittel való gyógyításra, a "démonok kiűzésére" stb.
Híveit három fő csoportba sorolják: 
- a 20. század elején keletkezett a pünkösdi mozgalom („első hullám”),
- 1960-as években az evangelikál-karizmatikus mozgalom („második hullám”)
- 1980-as években az új-karizmatikus mozgalom („harmadik hullám”).

A 20. század elején a pünkösdi mozgalom a kereszténységen belül csak mint marginális jelenség volt jelen, napjainkra azonban a karizmatikusok a római katolikus egyház után a második legnagyobb keresztény közösséget teszik ki. A teljes mozgalomhoz tartozónak 2020 körül több mint 600 millióan vallják magukat.
A karizmatikus kereszténységet a különböző teológusok — a római katolikus és protestáns egyházak mellett — a nyugati „kereszténység harmadik irányzatának” is tartják.

## Etimológia
A karizmatikus kifejezés a görög χάρισμα khariszma szóból ered, melynek jelentése jókedvből vagy könyörületből adott ajándék. A karizma szó náluk kifejezetten az isteni ajándékokra utal.

## Történet

### John Wesley
Már a 18. században azt tanította John Wesley lelkész, hogy lehetséges a hívő számára, hogy minden bűntől megszabaduljon és tökéletes legyen a szeretetben. A hívő eljuthat a bűn nélküli tökéletesség bizonyos fokára, ha imádkozva törekszik a megszentelődésre.

### Szentségmozgalom
A 19-20. században sok egyháztag volt elégedetlen az egyházakban uralkodó hideg és gyümölcstelen állapotokkal. Az őskereszténységet próbálták újraéleszteni a Szentlélek általi keresztséggel és a karizmatikus ajándékokkal. Kezdtek újraéledezni Wesley tanításai. A szent élet volt az első lépés ahhoz, hogy el lehessen nyerni a Szentlélek teljesebb betöltését, és eljutni magasabb színvonalú lelki életre.
Ez a tanítás gyorsan terjedt az Egyesült Államok bizonyos területein, különösen Kaliforniában. Már korán, a 19. század végén Holiness Movement (Szentségmozgalom) néven nevezték. Hitték, hogy az embernek nem kell bűnösök alacsony színvonalán élnie és hogy a Lélek-keresztség utat nyit az ő áldásai, így a nyelveken szólás számára.

### Pünkösdi mozgalom

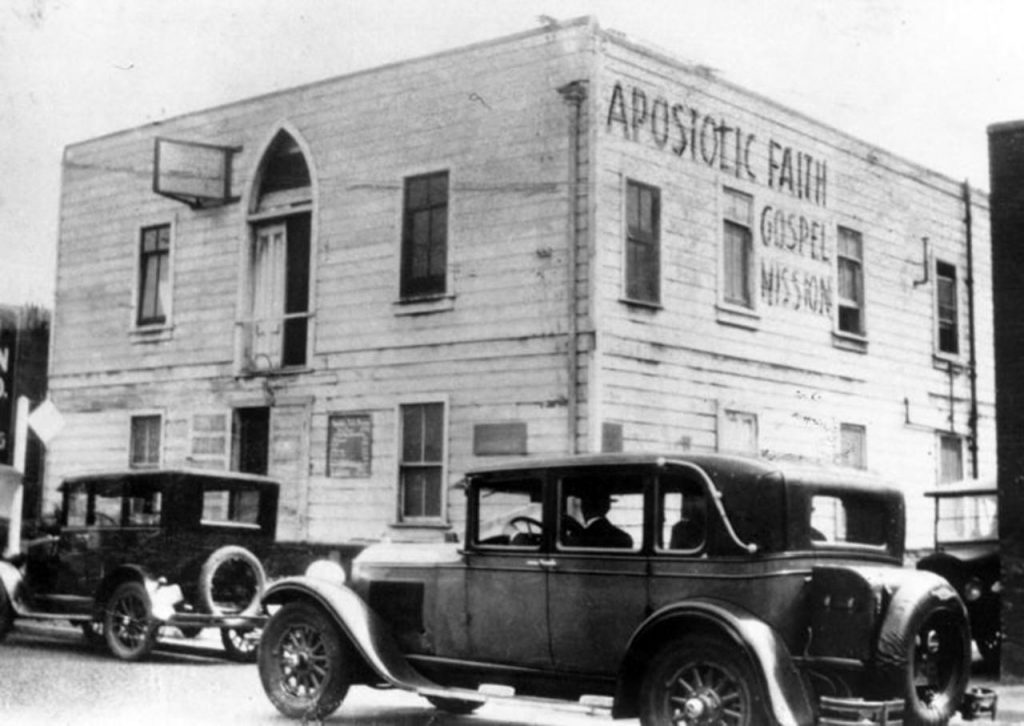
A pünkösdi Apostolic Faith Mission (Apostoli Hit Misszió) evangelizációs központja Los Angelesben, 1907-ben

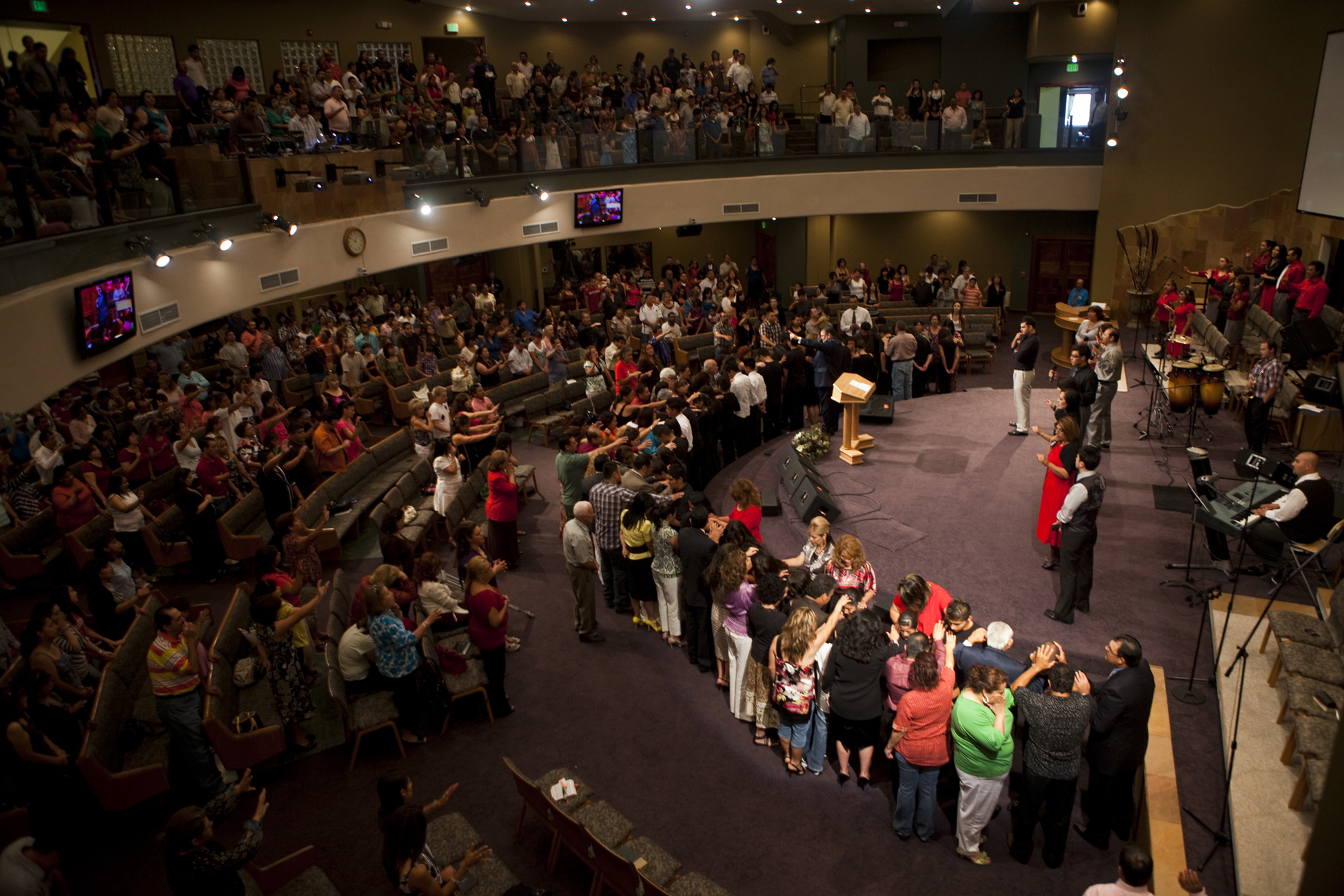
Spanyol anyanyelvű karizmatikus közösség az USA-ban, Iglesia Casa Del Rey, Albuquerque

A Szentségmozgalom radikális szárnyán belül jött létre a pünkösdi mozgalom, amely Charles F. Parham  (1873–1929) metodista prédikátorral kezdődött. Őt a modern pünkösdi mozgalom atyjának is nevezik. Parham, a Szentségmozgalom követőivel együtt hitte, hogy a megszentelődés ajándéka teljesen megsemmisíti a bennük lakó bűnt. A megtérés után szentségre kell törekedni.
A pünkösdizmus az 1900. szilveszterének éjszakán született meg, Topeka településen, Kansas államban. Előtte több napos istentiszteletet tartottak és a metodista lelkész Charles Parham rátette kezeit a 30 éves Agnes Ozman nevű nőre, aki elkezdett egy idegen nyelven beszélni. Parham szerint a Lélek-keresztségnek félreismerhetetlen bizonyítéka volt a nyelveken szólás. Nézetük szerint ez bizonyítéka volt annak, hogy valaki az áldást megkapta.
Hamarosan egy csoport támadt Parham körül, akik szent élettel és imádsággal kezdtek a Szentlélekkel való keresztségre törekedni. A Los Angeles-i összejöveteleik a pünkösdi-karizmatikus mozgalom központjává lettek. Gyors növekedés következett. Sokan elhagyták a történelmi egyházakat, hogy a pünkösdi egyházakhoz (Assemblies of God) csatlakozzanak.

### Karizmatikus mozgalom
1960 előtt a Lélek-keresztség és a nyelveken szólás inkább csak a pünkösdi egyházakra korlátozódott. A pünkösdistákat először még a többi protestáns is elutasította és ellenségesen holy rollers, azaz “szent fetrengők” néven hívták őket, mivel egyesek a földön fetrengtek a szertartások alatt. Saját kápolnákat építettek és szigorúan zárt csoportokba szerveződtek.
Csak az 1930-as években kezdett Európában és az 1950-es években Amerikában kikerülni a pünkösdista gyülekezetekből és behatolni az összes keresztény felekezetbe. David du Plessis lelkész (1905-87) volt a fő alakja a “Lélek keresztségének” és az “ökumenikus” terjesztésének.
A pünkösdi mozgalom szelleme behatolt majd minden nagyobb egyházi közösségbe. Tanainak követői megjelentek a reformátusok, evangélikusok, anglikánok, katolikusok, ortodoxok, adventisták  között. Ezt az új mozgalmat neo-pünkösdi mozgalomnak, de inkább karizmatikus mozgalomnak nevezték el.
A római katolikusoknál a kezdőpontját 1967-re tehetjük (→ katolikus karizmatikus megújulás).

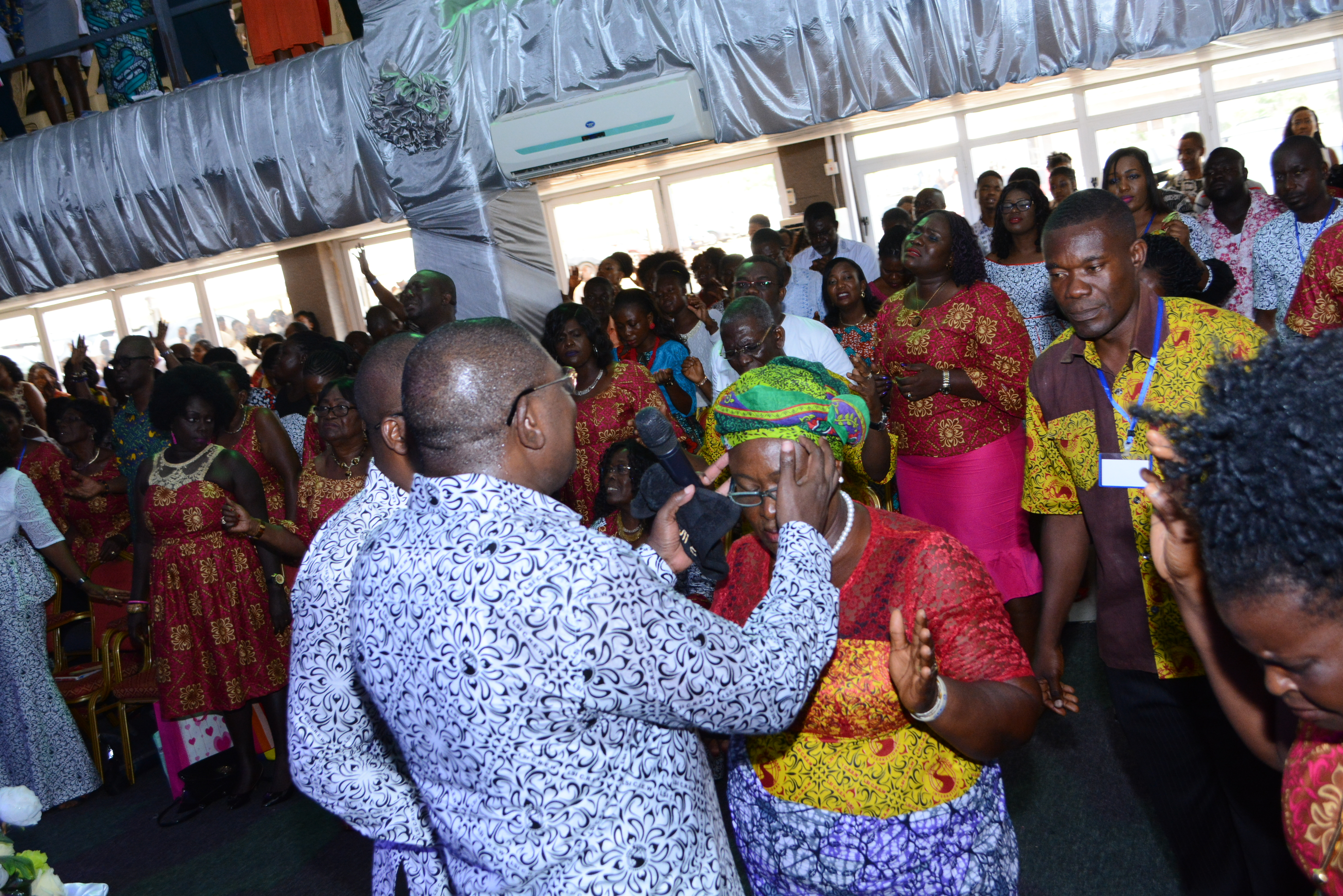
Új-karizmatikus közösség az afrikai Ghánában

### Új-karizmatikus mozgalom
Az 1980-as évektől keletkezett egy új mozgalom is, amely magát Isten Lelke kitöltése harmadik hullámának nevezi, köznyelven pedig neo- vagy új-karizmatikus mozgalomnak  hívják. Erre a mozgalomra nagy hatással volt John Wimber (1934-1997) amerikai prédikátor, aki úgy gondolta, hogy az egyetlen mód, amellyel a modern embert Istenhez lehet vezetni, ha csodákat és jeleket tesznek. Azt a hatalmat pedig, hogy csodákat cselekedjenek, a Lélek által kapják meg.

## A karizmák
Az Újszövetség által a „Szentlélek ajándékainak”, „szellemi ajándékoknak” nevezett isteni, természetfeletti megnyilvánulásokat nevezik karizmáknak.
Hitük szerint ezek közé tartozik többek között :
- a bölcsesség beszéde,
- tudomány beszéde,
- hit ajándéka,
- a gyógyítás ajándékai,
- a csodatevő erők működése,
- prófétálás,
- a gonosz és tisztátalan szellemek felismerésének, megkülönböztetésének és kiűzésének ajándéka,
- nyelveken szólás,
- nyelvek magyarázata

A karizmatikus mozgalom hirdetői azt vallják, hogy ezek a karizmák máig működnek Isten Szelleme által.

### Az eltűnt karizmák
A karizmák kezdetben alábbhagytak, a perifériára kerültek, majd liturgikus gyakorlatokkal helyettesítődtek. A fennmaradt iratok alapján a karizmák a korai egyházban is rendszeresen megnyilvánultak.
Irenaeus, Lyon püspöke II. századi írása alapján az egyház számos tagjáról hallotta, hogy profetikus ajándékuk van és a Szentlélek által nyelveken szólnak, valamint az emberek kijelentéseket kapnak Istentől. Hangsúlyozta, hogy ezek az ajándékok nem korlátozódtak egyes helyi gyülekezetekre, hanem az egyetemes egyházban mindenütt jelen voltak.
Feljegyzések alapján az első századokban erőteljesen működött a gyógyítás szolgálata és az egyháztörténelem során sohasem szűnt meg teljesen.
Justinus mártír a római szenátushoz címzett védekező iratában arról számol be, hogy az egész világon a keresztények közül sokan meggyógyultak és gyógyítanak, az embereken uralkodó démonokon hatalmat vesznek és kiűzik őket.
A ritualizálódó egyház azonban később kivette a hívők kezéből az ajándékok használatát, és intézményesítette azt.
Jézus Krisztus evangéliumokban rögzített csodáinak több mint egyharmada gonosz és tisztátalan szellemek (démonok) kiűzéséből állt. A Lukács evangéliumában (11. fejezet 20. versszak) Jézus ezeket a csodákat is "Isten ujjának", vagyis a Szentlélek működésének tulajdonította. Az apostolok cselekedeteiben azt olvashatjuk, hogy az apostolokon keresztül is csodák történtek.

## Hitük, nézeteik

### Isten
Hitük alapján Isten ma is élő, cselekvő Isten és megáldja az Övéit. Hiszik, hogy Isten elküldte az ő egyszülött fiát, Jézus Krisztust, aki által üdvösséget nyerhetnek azok, akik hisznek benne.

### Biblia
A karizmatikus keresztények a mindenkori Bibliai igazságokra támaszkodnak és a Bibliát Isten élő, kijelentett beszédének vallják.
| „                            | A teljes Írás Istentől ihletett | ” |
| – Biblia - 2 Timóteus 3:16/a |                                 |   |

### Evangélium / örömhír
Hisznek abban, hogy az ember örök életet nyerhet hit által.
| „                     | Mert úgy szerette Isten e világot, hogy az ő egyszülött Fiát adta, hogy valaki hiszen ő benne, el ne vesszen, hanem örök élete legyen. | ” |
| – Biblia - János 3:16 | |   |

### Szentlélek (Szent Szellem)
A Szentháromság harmadik személyének munkáját, a Szent Lelket (Szellemet) jobban kiemelik, mint a legtöbb keresztény ág.
Azt mondják, hogy a Szentlélek jelenléte ott van az istentiszteleti alkalmakon, hiszen Isten megígérte, hogy ahol összejönnek az Ő nevében, Ő ott jelen van. Isten jelenlétét a Szent Szellem képviseli.
Szent Szellem
Sok karizmatikus közösség a "Szent Szellem" kifejezést használja. Azért jelentős ez számukra, mert a Szellemnek ill. Léleknek fordított szavak a Biblia eredeti nyelvezetében a héber רוּחַ הַקֹּדֶשׁ rúach ill. a görög pneuma kifejezések szerepelnek. 
Ezen szavaknak fordításában úgy gondolják, hogy mivel Isten személy és a lélek kifejezés csak a gondolatot, az értelmet és érzelmet vonja magába, ezért a Szellem szó használata lenne a megfelelőbb.

### Lélek-keresztség (Szent Szellem keresztség)
Azt vallják, hogy nem elég az, hogy valaki újjászületik és megtér. Csak a Szentlélekkel való keresztség tesz valakit erős és buzgó kereszténnyé. A lélek-keresztség az egész mozgalom központi gondolatának tekinthető.
Szent Szellemmel betöltekezett keresztényeknek is nevezik magukat. Nézetük szerint amikor a hívő megtelik Lélekkel, akkor alkalmassá válik Isten szolgálatára.
A mozgalom fő tana annyira a Lélek-keresztségre épül, hogy kétféle hívőt különböztetnek meg :
- akik megtértek, de nincs még birtokukban a Lélek-keresztség
- a hívők, akik megkapták a Szentlélekkel való keresztséget, és nyelveken is tudnak szólni.

Derek Prince, a világszerte elismert karizmatikus lelkész tanította, hogy „ha nem rendeljük magunkat alá a Szent Szellemnek, akkor az ajándékai nem fognak működni az életünkben.” 
A Biblia többször is ír arról, hogy Isten Szelleme rá tud szállni az emberekre és be tudja őket tölteni. Amikor a hívőt életében először tölti be a Szentlélek (Szellem), azt nevezik Szentlélek keresztségnek.
Keresztelő János Jézusról beszélt, amikor azt mondta, hogy:
| „                                  | Én ugyan alámerítelek titeket vízben a megtérésre, de aki utánam jön, erősebb nálam; a saruját sem vagyok méltó hordozni: ő Szent Szellemben és tűzben merít majd alá titeket! | ” |
| – SZPA Biblia fordítás - Máté 3:11 | |   |

### Hitből való gyógyulás
Hisznek abban is, hogy bárki képes hit által meggyógyulni, bármilyen betegségből, hiszen Jézus magára vette minden bűnünket és betegségünket is.
Nézetük szerint Jézus már felvitte az emberiség minden betegségét a keresztre és nála van a gyógyulásunk, márcsak át kell vennünk hittel.
| „                               | Pedig betegségeinket ő viselte, és fájdalmainkat hordozá [...] és az ő sebeivel gyógyulánk meg. | ” |
| – Biblia- Ézsaiás 53:4/a és 5/b |                                                                                                 |   |

### Jelek és csodák
Hisznek mindabban a csodákban és jelekben, amit Jézus ígért az Őt követőinek.
| „                                      | Azokat pedig, akik hisznek, ezek a jelek követik: az én nevemben démonokat űznek ki, új nyelveken szólnak majd; kezükbe kígyót vesznek fel, s ha valami halálosat isznak, nem árt nekik; betegekre teszik rá a kezüket, és azok meggyógyulnak. | ” |
| – SZPA Biblia fordítás - Máté 16:17-18 | |   |

### Böjt
Sok karizmatikus közösség nagy hangsúlyt fektet az imával és Isten előtti megalázkodással összekötött (teljes) böjtre is. Bibliai szövegekre hivatkozva nézetük szerint a böjtölés viszi át az embert a természetes szintről a természetfelettibe. Amikor a hívők a böjtölés által kilépnek a természetes világból, természetfeletti kijelentést és felhatalmazást nyerhetnek. Célja a “testi ember” visszaszorítása révén a “szellemi ember” megerősödése.

## Összejöveteleik
A karizmatikus mozgalmak összejövetelein nemcsak egy prédikátor magyarázza Isten Igéjét. Ezeken az összejöveteleken nyelveken szólnak, csodálatos gyógyulásokról beszélnek, Isten új kijelentéseiről tesznek bizonyságot.
Az istentiszteleteik része szokott lenni az Istennek való éneklés, dicséret. Jellemző a hangos ének, taps, tánc, az öröm, ahogy a zsoltáríró hívta Isten népét  az Ő dicséretére.

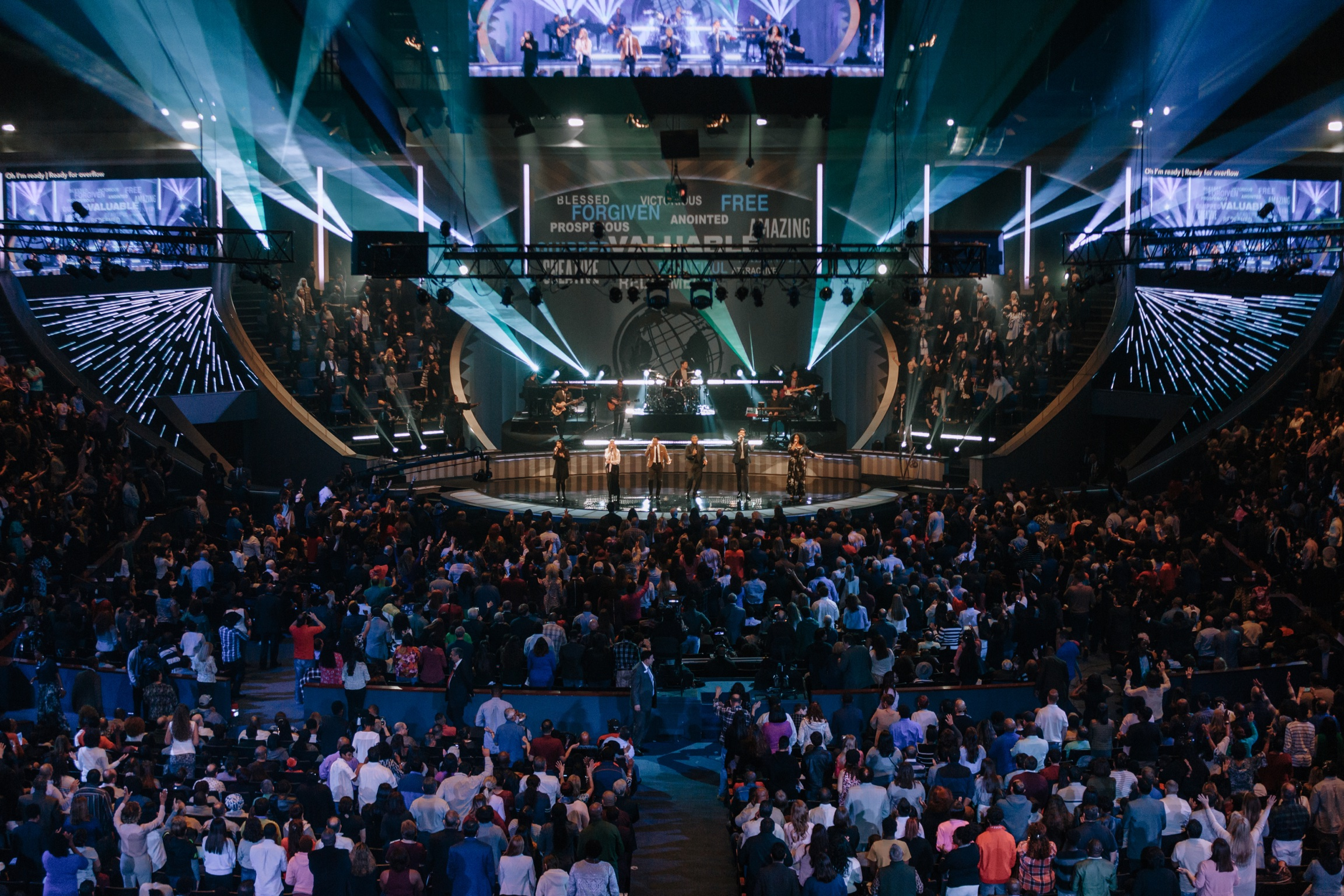
A Lakewood Church az amerikai Houstonban

A legnagyobb keresztény karizmatikus gyülekezet a koreai Yoido Full Gospel Church, ahol az átlagos heti résztvevők száma 480 ezer fő.
Az amerikai nagyvárosokban a karizmatikus keresztény emberek hétvégenként stadionokat töltenek be. A legnagyobb amerikai karizmatikus gyülekezet a houstoni Lakewood Church, amely lelkésze Joel Osteen.
Több karizmatikus keresztény lelkész missziós elhívás céljából a világ számos pontján szokta hirdetni Isten Igéjét és „gyógyító összejöveteleknek” nevezett rendezvényeket is szoktak tartani.
Benny Hinn lelkipásztor több gyógyító összejövetelt tartott a világ nagyvárosainak stadionjaiban. Benny Hinn állítása szerint ezen alkalmak során összesen 1 milliárd embernek hirdette az evangéliumot és a hit által való gyógyulást. Ezek közül az alkalmak közül a legnagyobb az egyik indiai összejövetel volt, ahol 3 nap alatt összesen 4,8 millió ember vett részt élőben. Ezen az összejövetelen a beszámolók alapján az emberek több, mint 80%-a átadta az életét Istennek és többen is gyógyulásukról számoltak be.[forrás?]

## TV-műsoraik
A 700-as klub  az amerikai CBN (Christian Broadcasting Network) televíziós sorozata, amely a karizmatikus keresztények egyik legnépszerűbb műsora. Hírességekkel és más vendégekkel készítenek interjút és bemutatják, hogy álláspontjuk szerint mik a keresztény életmód fontos kérdései. Jellemző rá, hogy tele van Istennek tulajdonított gyógyulásokkal, káros szenvedélyekből való szabadulásokkal és keresztény emberek bizonyságaival. A műsort a Hit Gyülekezete tulajdonában levő ATV is közvetíti magyarra szinkronizálva.

## A római katolikusoknál
A katolikus karizmatikus kereszténység magában foglalja mind a katolikus, mind a karizmatikus mozgalom nézőpontjait. Befolyásolta a protestantizmus, az ortodox és a pünkösdi mozgalom egyes tanításai, nagy hangsúlyt fektetve a "Jézussal való személyes kapcsolatra" és a "Szentlélek ajándékaira" (karizmák).

## Statisztikák
A 2001-es kiadású World Christian Encyclopedia a karizmatikus kereszténység összes hívőjét 535 millióra becsüli, köztük:
- 65 millió pünkösdit,
- 175 millió „második hullámú” karizmatikust,
- 295 millió „harmadik hullámú”, ún. új-karizmatikust.

Kontinensenként a három csoport hívei ekkor a következőkben élnek:
- Észak-Amerikában 79,6 millió
- Európában 37,5 millió
- Latin-Amerikában 141,4 millió
- Afrikában 126 millió
- Ázsiában 134,8 millió
- Óceániában 4,2 millió fő.

A mozgalomnak ma a legnagyobb növekedése Afrikában, Latin-Amerikában, valamint Ázsiában mutatható ki.
A Pew Forum 2011-es adatai alapján a globális karizmatikus hívők legnagyobb százaléka Fekete-Afrika országaiban található (44 százalék), ezt követi az amerikai kontinens (37 százalék), majd Ázsia és Óceánia (16 százalék).
2020 körül a teljes mozgalomhoz több mint 600 millióan vallják magukat.

## Magyarországi karizmatikus közösségek

### Protestantizmus
A magyarországi karizmatikus keresztény egyházak legtöbbször a „gyülekezet” megnevezést veszik fel és nem templomokat építenek, hanem úgynevezett gyülekezeti házakat/csarnokokat.
A karizmatikus kereszténység legnagyobb hazai képviselője a Hit Gyülekezete.
Egyéb egyházak:
- Krisztus Szeretete Egyház
- Magyar Pünkösdi Egyház
  - MPE Agapé Pünkösdi Gyülekezet
- Forrás Keresztény Gyülekezet
- Élő Ige Gyülekezete Teljes Evangéliumi Keresztény Egyház
- Budapesti Teljes Evangéliumi Gyülekezet
- SHALOM Nyitott Bibliai Gyülekezetek
- Boldog Isten Gyülekezete
- Négyszegletkő Apostoli Hit Nemzetközi Egyház
- Magyar Apostoli Egyház ( Régi nevén Őskeresztyén Apostoli Egyház )
- Omega Gyülekezetek Hálózata
- Mezőkövesdi Teljesevangéliumi Keresztény Gyülekezet[46]
- Fáklya Gyülekezet[47]
- Pestszentlőrinci Agapé Gyülekezet
- Ámen Gyülekezet, Miskolc
- Budapesti Autonóm Gyülekezet
- Calvary Chapel
  - Golgota Keresztény Gyülekezet
- Élő Isten Gyülekezete

### Katolicizmus
- Chemin Neuf közösség
- Családok Jézusban közösség
- Emmausz közösség
- Emmánuel közösség
- Élet Kenyere közösség
- Hét Láng közösség
- Irgalmas Samaritánus közösség
- Nyolc Boldogság katolikus közösség
- Regina Pacis közösség
- Új Jeruzsálem közösség